# Дерек Портер
Дерек Портер (англ. Derek Porter; нар. 2 листопада 1967) — канадський академічний веслувальник.
Олімпійський чемпіон 1992 року в складі вісімки, срібний призер 1996 року в одиночці, учасник 2000 року.
Переможець Панамериканських ігор 1999 року в одиночці.
Чемпіон світу 1993 року в одиночці, срібний призер 1990, 1991 років у складі вісімки, бронзовий призер 1999 року в одиночці.